# Emily Wants to Play
Emily Wants to Play è un videogioco di tipo survival horror strategico creato dallo sviluppatore indipendente Shawn Hitchcock. Il gioco è stato pubblicato nel dicembre del 2015 da SKH Apps per piattaforme Windows, OS X, HTC Vive e Oculus Rift. Successivamente è stato pubblicato anche per iOS e Android, e, nei mesi di agosto e settembre 2016, per PlayStation 4 e Xbox One.

## Trama
Il giocatore impersona un fattorino di una pizzeria che entra in casa per fare una consegna. Non solo essa si mostra vuota e in disordine, ma è anche infestata e subito il malcapitato protagonista vi resta intrappolato. 
Una volta scoccata la mezzanotte, ha inizio la vera sopravvivenza e, man mano che le ore passano, si aggiungono vari nemici, ognuno dei quali propone al giocatore un gioco da bambini in chiave horror: a mezzanotte arriva Kiki, una bambola di porcellana che gioca a bubù-settete; a l'una Mr. Tatters, il pupazzo di un clown che gioca a un, due, tre, stella; infine, alle due si aggiunge Chester, una marionetta da ventriloquo che gioca ad acchiapparello. Alle quattro il giocatore si trova a giocare a nascondino con Emily, il fantasma che infesta la casa, che appare come una bambina dai capelli bianchi. Alle cinque del mattino, infine, il fattorino deve giocare con tutti gli antagonisti, per poi poter fuggire una volta scoccate le sei.
Nel filmato finale si scopre che la polizia ha trovato i corpi dei genitori di Emily, ma non quello della bambina; quando, tuttavia, vengono inquadrate le tre bambole, lo schermo diventa nero, preannunciando che il fantasma della bambina è ancora presente.

## Modalità di gioco
Emily wants to play è un videogioco survival horror in prima persona ambientato all'interno di una casa apparentemente vuota. Il giocatore può interagire con luci e porte e circolare all'interno della casa solo camminando o correndo. Di conseguenza non può affrontare gli antagonisti tramite la violenza, ma soltanto con la strategia e seguendo i consigli scritti nelle lavagnette sparse per le stanze della casa, anche se spesso questi consigli indicano l'opposto di ciò che si deve realmente fare per superare gli antagonisti. In alcune stanze della casa, sono scritti su dei fogli alcuni appunti. Uno di questi in particolare mette in guardia il giocatore su cosa succede dalla mezzanotte in poi, cioè che le bambole vogliono giocare ad alcuni giochi per bambini, ma con un lato oscuro e mortale.
L'obiettivo del gioco è quello di sopravvivere all'interno della casa maledetta per tutta la notte, nella fascia oraria che va dalle 23:00, ovvero l'orario d'entrata nella casa, alle 6:00 del mattino, cioè il momento in cui sorge il Sole, per un totale di sette ore. Le bambole appaiono improvvisamente all'interno delle stanze della casa cercando di uccidere il protagonista. Se una bambola riesce ad attaccare il giocatore, quest'ultimo perde la partita, ricominciando ad affrontare il gioco dall'ultimo checkpoint salvato, che coincide con l'inizio dell'ultima ora superata. A ogni ora del gioco, corrispondente a circa cinque minuti reali che lo rendono completabile in mezz'ora, si succedono avvenimenti sempre diversi, che hanno come protagoniste le bambole possedute, Emily stessa o tutte insieme.
Alle 23:00 il protagonista non viene attaccato da nessuno. Alle 0:00 entra in azione Kiki, e il gioco da affrontare è quello del cucù o "Bubù-settete", in cui la bambola si copre il viso spuntando in posizioni casuali della casa, annunciando la sua presenza tramite una risata inquietante e, spesso, spegnendo la luce, che va riaccesa se il giocatore non vuole perdere. Qualora si perda la sfida con la bambola, non fissandola negli occhi, questa compare nel pieno dello schermo producendo un urlo agghiacciante e facendo perdere la partita al giocatore. All'1:00 a Kiki si aggiunge Mr. Tatters; il pupazzo gioca a "un, due, tre, stella" con il fattorino, il quale sente in un primo momento la risata cupa del pagliaccio, poi un altro suono, che rappresenta l'istante dal quale deve stare immobile finché non sente la bambola sospirare. Se il giocatore perde, Mr. Tatters appare sullo schermo ridendo e sconfiggendolo.
Alle 2:00 il gioco del fantoccio di legno Chester è "acchiapparello". L'antagonista appare in una stanza e con una risata acuta tipica di un bambino dispettoso dà il segnale della sua presenza. Qualora Chester riesca a prendere il fattorino prima che quest'ultimo cambi stanza, la bambola appare sullo schermo ridendo e facendo perdere la partita al giocatore. In questa fascia d'orario giocano in coppia la bambola pagliaccio e la marionetta, ed essendo i modi per superarli completamente opposti, può accadere che appaiano nella stessa stanza, aumentando così il rischio di far perdere la partita al giocatore. Alle 3:00 le tre bambole giocano insieme contro il fattorino. Alle 4:00 le bambole si fanno da parte e inizia a giocare il fantasma Emily, la quale spegne tutte le luci, che non vanno accese se non si vuole perdere la partita. Una volta spente le luci, comincia il nascondino mortale e parte in basso allo schermo un timer di settantacinque secondi, equivalenti al tempo necessario per trovare la ragazza che si è nascosta. Ogni volta che Emily viene trovata va toccata e cercata subito nella nuova stanza in cui si è nascosta. Se il giocatore perde, Emily lo uccide venendo a prenderlo urlando in maniera agghiacciante, facendolo ripartire dall'inizio dell'ora.
Alle 5:00, data la maggiore difficoltà, il tempo per trovare Emily aumenta a novanta secondi. Alle 6:00, il fattorino deve uscire il prima possibile dalla casa prima che Emily riesca a prenderlo.

## Accoglienza
| Testata                             | Versione | Giudizio |
| ----------------------------------- | -------- | -------- |
| Metacritic (media al 6 giugno 2023) | PS4      | 75/100   |
| Multiplayer.it                      | PS4      | 8/10     |
| Gamespew                            | PS4      | 8/10     |
| Digitally Downloaded                | PS4      | 7/10     |
| Brash Games                         | -        | 7/10     |

Il pubblico ha apprezzato la componente horror presente nel videogioco, assegnando buoni voti al prodotto. Metacritic ha calcolato la media dei voti del gioco dati da community importanti a 75/100.
La comunità di Multiplayer.it ha elogiato l'unico sviluppatore, cioè Shawn Hitchcock, capace appunto di creare il gioco da solo e in soli quattro mesi; il punteggio è 8/10. 
Un'altra community che ha votato molto positivamente è quella di Gamespew, che ha esaltato le qualità terrificanti del gioco e i comandi semplici; come unica critica ha mosso la possibile ripetitività del gioco, dato che è facile per il giocatore perdere la partita e dunque riaffrontare varie volte la stessa ora.
Digitally Downloaded e Brash Games hanno votato con 7/10, la prima criticando principalmente il fatto che Emily Wants to Play non abbia una trama avvincente e che sia basato in maniera eccessiva sui "salti di paura", arrivando così a far smettere di giocare il giocatore qualora non riesca a superare il livello; la seconda ha messo in risalto il buon prezzo del gioco.
La ripetitività delle meccaniche di gioco è stata considerata un limite dal punto di vista della rigiocabilità del titolo.